# Мюллер-Брокман, Йозеф
Йозеф Мюллер-Брокманн (нем. Josef Müller-Brockmann, 9 мая 1914 г., Рапперсвиль — 30 августа 1996 г., Унтеренгстринген) — швейцарский графический дизайнер, художник, типограф, преподаватель. Один из ведущих представителей Швейцарского стиля стиля (Swiss Style). Один из важнейших представителей графического дизайна XX века. Создатель модульной системы в графическом дизайне.

## Биография
Йозеф Мюллер-Брокман был одним из ведущих специалистов в области печатной графики. Жил и работал в Швейцарии. Учился в Школе прикладных искусств в Цюрихе. Один из учеников Эрнста Келлера. В области графики работал с 1952 года. С 1957 года преподавал в Школе прикладных искусств и наук в Цюрихе, с 1963 года — доцент в Высшей школе формообразования в Ульме. В середине 1960-х становится членом Международного центра типографского искусства (англ. International Center for the Typographic Arts, сокр. ICTA). В практической области как дизайнер сотрудничал с рядом крупных европейских и интернациональных компаний, среди них IBM Europa, Olivetti, фарфоровое производство Rosenthal в немецком Зельбе, корпорация Швейцарские железные дороги (Schweizerische Bundesbahnen).
С 1943 по 1964 год был женат на виолончелистке Верене Брокманн. В 1967 году женился на японской художнице Сидзуко Йосикава (род. 1934 г.).

## Графика
Йозеф Мюллер-Брокманн является одним из создателей модульной системы в графическом дизайне. Его работы оценивают как образец функционального дизайна в графике.
Творческую деятельность начал как иллюстратор, однако позднее перешёл к т. н. «предметной графике». Свои работы создавал из различных геометрических фигур и форм, а также типографских элементов. В качестве основы текста использовал шрифты без засечек семейства «гротеск». Отказывался от использования в своих графических работах орнаментальной системы. Мюллер-Брокман использовал модульную систему, которая была последовательно представлена им в книге "Модульные системы в графическом дизайне".
В 1950 году создал серию плакатов для концертного зала Tonhalle в Цюрихе—важный образец графического дизайна в плакатной музыкальной графике. Серия Tonhalle считается абстрактной и сосредоточенной на музыкальных ощущениях.
В 1957 году он начал преподавать в Цюрихском университете искусств, заменив Эрнста Келлера на посту профессора графического дизайна. Также преподавал в Ульмской школе дизайна и университете города Осака.
В 1958 году стал одним из основателей журнала Neue Grafik.
С 1967 года был консультантом по вопросам дизайна европейского офиса компании IBM.
Работы Мюллер-Брокманна включены в такие музейные собрания как Музей современного искусства (Нью-Йорк) (MOMA), Смитсоновский музей дизайна и Музей дизайна в Цюрихе.

## Награды
- «Honorary Designer for Industry» Королевского общества искусств, Лондон, 1988
- «Золотая медаль за заслуги в области культуры» кантона Цюрих, 1987
- «Middleton-Award» Американского центра дизайна (American Center for Design), Чикаго, 1990
- «Швейцарская премия в области дизайна», 1993.

## Сочинения
- Müller-Brockmann J. Gestaltungsprobleme des Grafikers. Teufen, Switzerland: Arthur Niggli, 1961.
- Müller-Brockmann J. Geschichte der visuellen Kommunikation. Teufen, Switzerland: Arthur Niggli 1971.
- Müller-Brockmann J. Geschichte des Plakats. Zurich, Switzerland: ABC Verlag, 1971.
- Müller-Brockmann J. Grid systems in graphic design / Rastersysteme für die visuelle Gestaltung. Niederteufen, Switzerland: Arthur Niggli, 1981.
- Müller-Brockmann J. Graphic Design in IBM: Typography, Photography, Illustration. International Business Machines Corporation (IBM). IBM Europe, 1988.
- Müller-Brockmann J. Mein Leben: spielerischer Ernst und ernsthaftes Spiel. Baden: Lars Muller, 1994.

## Галерея

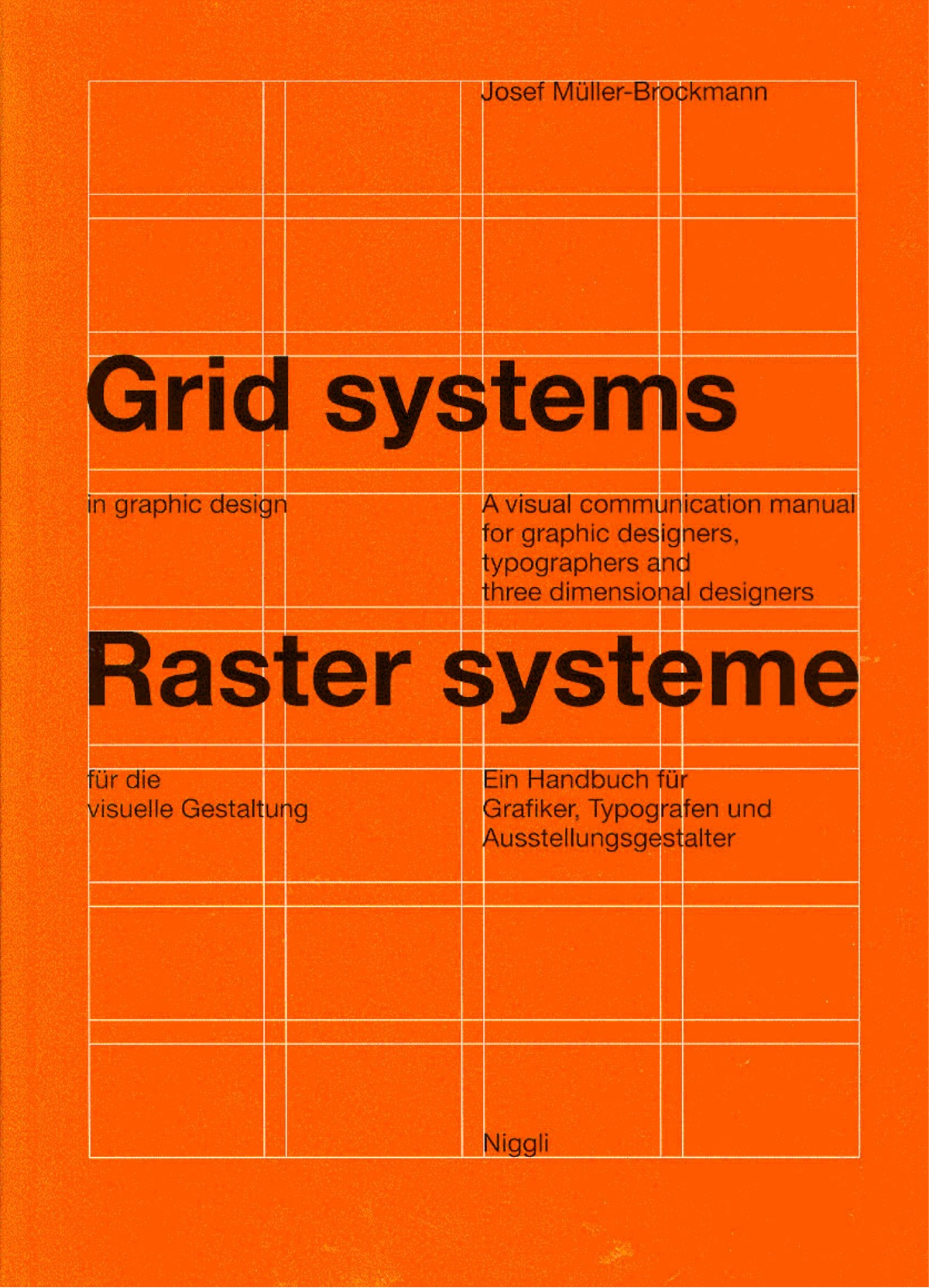
Ковер растер-системы
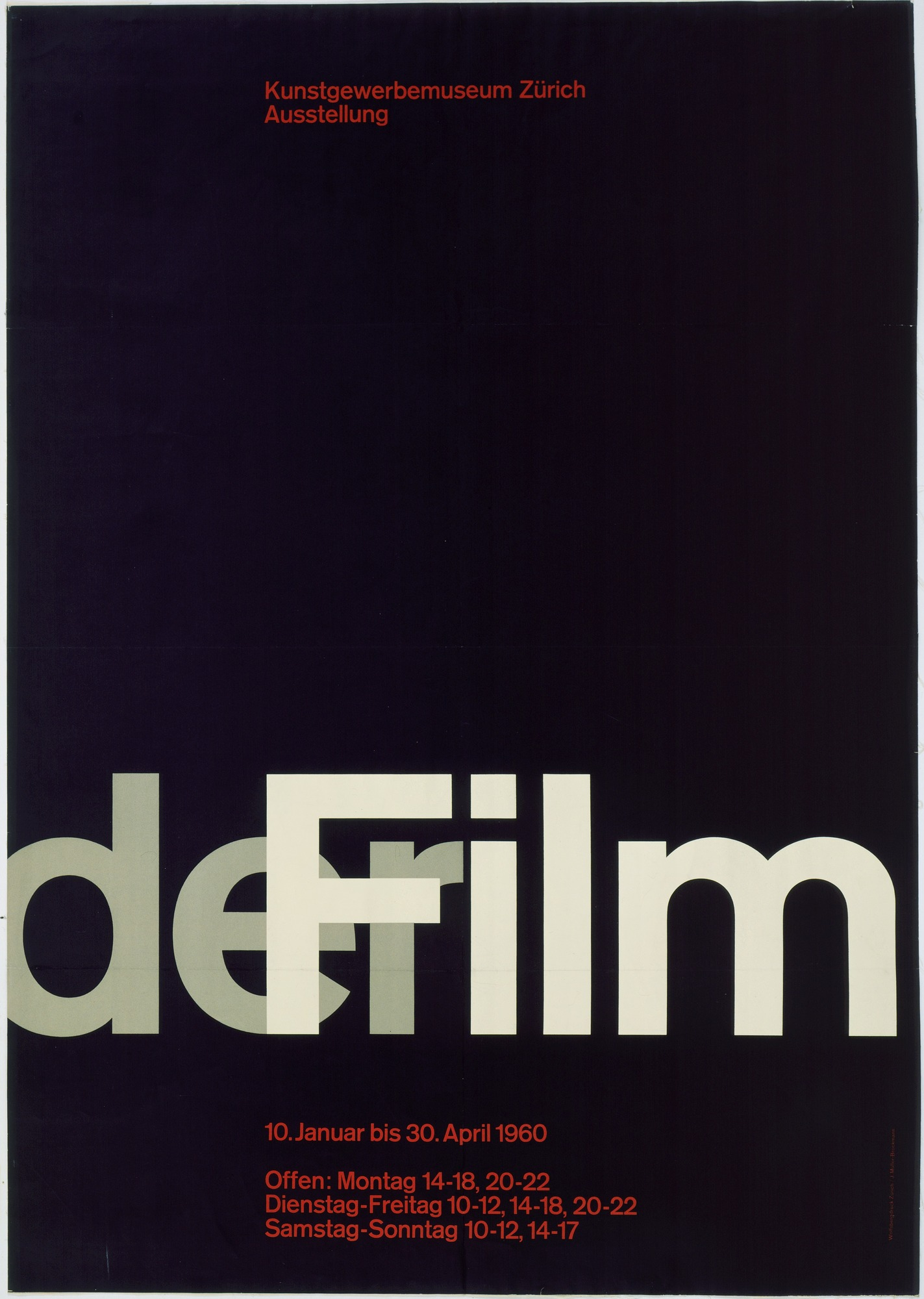
Постер для DER FILM художника
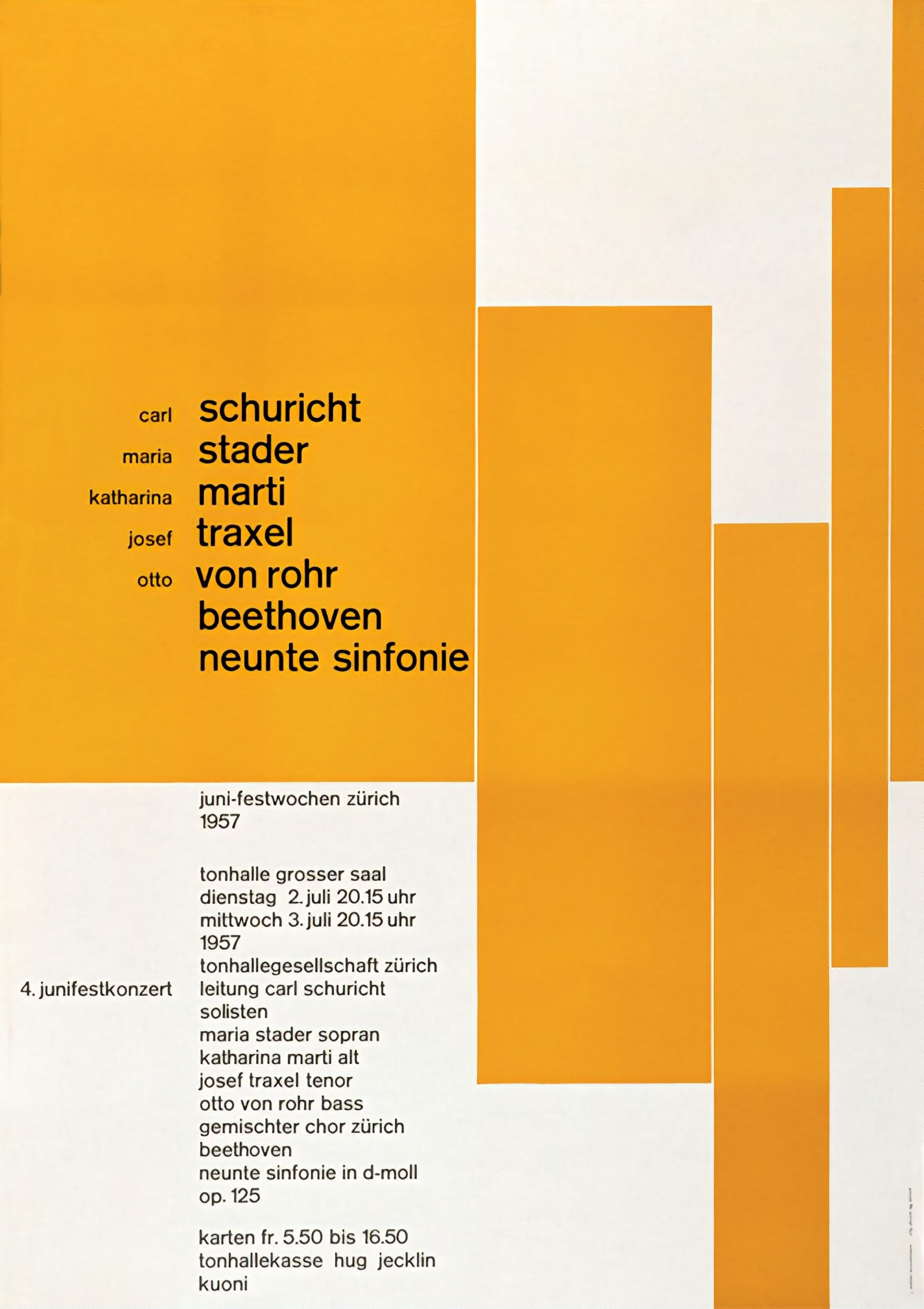
Плакат для Июньского фестиваля в Цюрихе, 1957
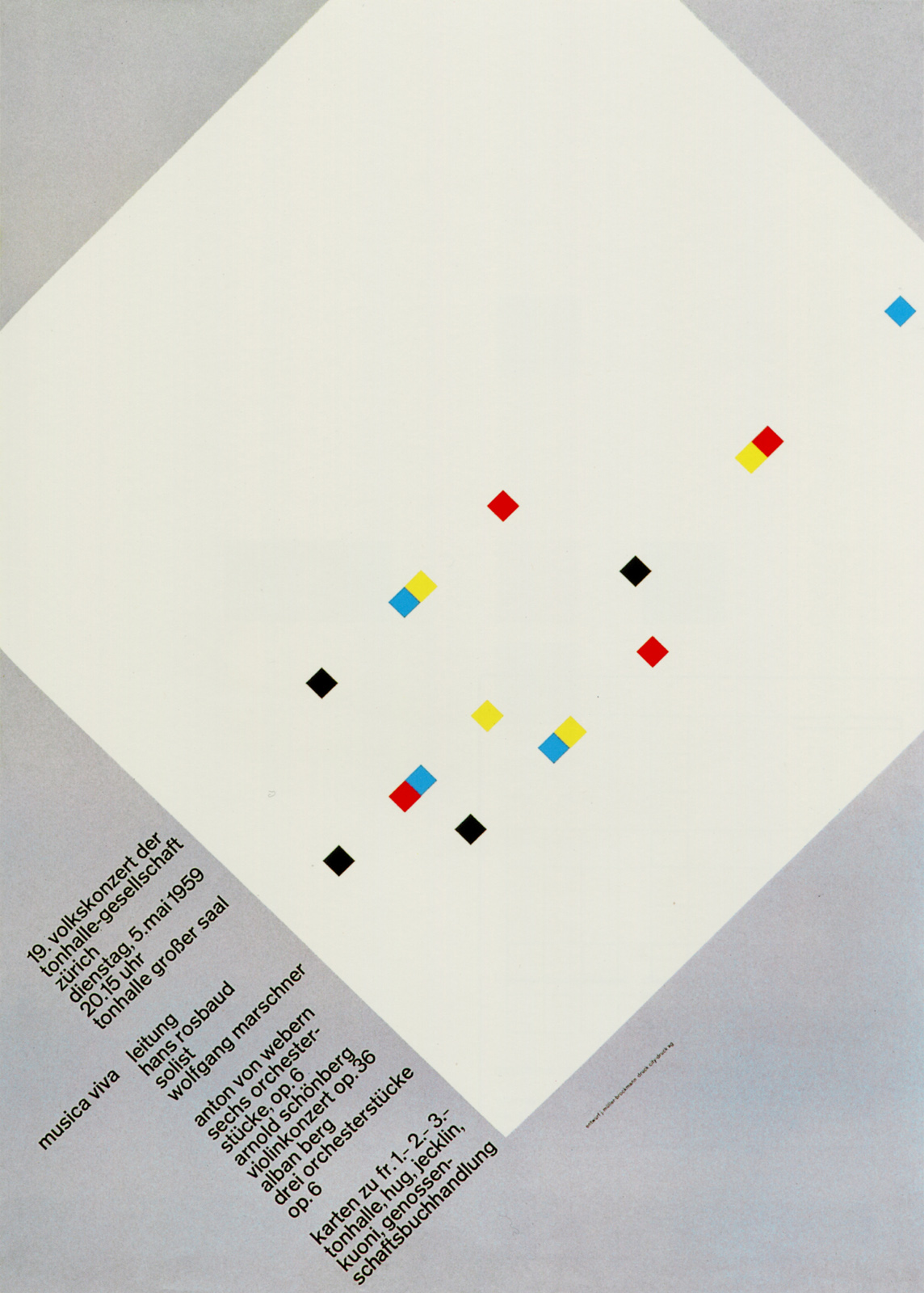
Плакат для Musica Viva, 1959

## Дополнения
- Работы Йозефа Мюллер-Брокмана в собрании Музея дизайна, Цюрих (Museum für Gestaltung Zürich)